# Belgien ved vinter-PL 2018
Belgien deltog ved vinter-PL 2018 i Pyeongchang, Sydkorea i perioden 9.-18. marts 2018.
To belgiske atleter deltog ved vinter-PL 2018.

## Medaljer
| 2018 Pyeongchang | Guld | Sølv | Bronze | Total |
| Belgien          | 0    | 0    | 1      | 1     |

### Medaljevindere
| Medalje | Navn                              | Sport  | Event                          | Dato     |
| ------- | --------------------------------- | ------ | ------------------------------ | -------- |
| 3       | Eléonor Sana Ledsager: Chloe Sana | Alpint | Downhill, kvinder - synshæmmet | 10. mars |